# Interfluviu
Un interfluviu este o formă de relief pozitivă, desfășurată între două văi, începând de la limita superioară a acestora. 
În funcție de modul de intersecție și înclinare al versanților celor două văi se deosebesc:
- interfluvii plate,
- intrefluvii rotunjite,
- interfluvii ascuțite.

Pe suprafața unui interfluviu se găsește și linia care delimitează bazinele hidrografice a două râuri vecine, denumită cumpăna apelor.

## Legături externe
- „interfluviu” la DEX online